# Ордоньо IV
Ордоньо IV Злой (исп.  Ordoño IV El Malo; около 926—962, Кордова) — король Леона (958—960), сын короля Альфонсо IV Монаха и Онеки Санчес Наваррской.

## Биография

### Происхождение
О жизни Ордоньо IV до его вступления на престол почти ничего не известно. Источники описывают Ордоньо как человека преступных наклонностей и развращённого. К тому же он был слегка горбат. Поэтому у потомков он получил прозвания Злой, Дьявол и Горбун.
13 января 950 года Ордоньо упоминается среди свидетелей, подписавших хартию размежевания между епископом Мондоньедо Росендо и жителями Вилласа. В самом начале 958 года он женился на Урраке Фернандес, дочери графа Кастилии Фернана Гонсалеса и вдове короля Ордоньо III.

### Захват престола
К этому времени в Леоне возникла целая группа знатных лиц, недовольных правлением короля Санчо I Толстого и его неспособностью защитить королевство от внешних врагов. В кругах недовольных (среди которых главную роль играл тесть Ордоньо IV, Фернан Гонсалес) составился заговор с целью свержения с престола Санчо I. Новым королём было предложено поставить Ордоньо. О том, кто был инициатором предложения сделать его королём — он сам или граф Кастилии — точно неизвестно.
Весной 958 года Ордоньо объявил о неповиновении королю Санчо I. Мятеж тут же поддержал Фернан Гонсалес, а затем магнаты Галисии. Когда Ордоньо IV вместе с женой прибыл в Галисию, здесь он был принят с королевскими почестями. Выдавая 2 марта дарственную хартию монастырю Сантьяго-де-Компостела, Ордоньо уже использовал королевскую титулатуру. Хартию заверили наиболее знатные галисийцы: Пелайо Гонсалес (дед будущего короля Бермудо II) и Осорио Гутьеррес. Санчо I Толстый, видя, что не может прекратить мятеж, выехал из Леона в Наварру, надеясь получить помощь от своей бабки Тоды и дяди, короля Гарсии I Санчеса. Ордоньо IV направился в столицу королевства. Дорогу ему попытался преградить граф Вела, один из немногих оставшихся сторонников короля, но он был разбит графом Кастилии Фернаном Гонсалесом. 3 августа Ордоньо IV въехал в город Леон. Позднее в Сантьяго-де-Компостеле состоялась его коронация, которую провёл святой Росендо, ранее короновавший и Санчо I.

### Союз Санчо I с Кордовским халифатом
В это время Санчо I Толстый, ища союзников, вместе с королём Наварры Гарсией I Санчесом и его матерью Тодой, в конце года прибыл в Кордову, где заключил с халифом Абд ар-Рахманом III договор, согласно которому, в обмен на предоставление халифом войска, обещал передать тому 10 христианских крепостей. Санчо I находился в Кордове несколько месяцев. Ордоньо же, который правил королевством только в интересах графа Кастилии, за это время успел перессориться почти со всеми своими вассалами. Особенно недовольна была знать Галисии.

### Возвращение короля Санчо I
В начале 959 года Санчо I, вместе с войском мавров, выступил из Кордовы и, не встречая сопротивления, занял Самору. Через несколько недель о своей покорности королю Санчо объявили почти все знатные лица Леона и Галисии. Ордоньо IV был вынужден покинуть столицу и вместе с женой Урракой уехать в Астурию. Его единственным союзником остался граф Фернан Гонсалес. В 960 году Санчо I двинулся в Астурию и овладел Овьедо, из которого Ордоньо IV незадолго до этого уехал в Бургос. Одновременно в восточные районы королевства Леон, всё ещё контролируемые мятежниками, вторглось войско во главе с королём Наварры Гарсией I Санчесом, которому удалось разбить и взять в плен Фернана Гонсалеса.
Пробыв в Бургосе ещё несколько месяцев и видя, что уже не может рассчитывать на помощь кастильцев, Ордоньо IV весной 961 года бросил свою супругу (согласно «Хронике Сампиро», жители города сами отняли у Ордоньо жену, а самого его изгнали из графства) и с немногими приближёнными бежал в Кордову. Здесь он 8 апреля был допущен к Абд ар-Рахману III (описание аудиенции сохранилось в труде арабского историка ал-Маккари) и коленнопреклонённо просил халифа оказать ему военную помощь. Желая иметь фактор давления на короля Санчо I, халиф обнадёжил Ордоньо, но реальной помощи ему не оказал. Ордоньо остался жить в Кордове. Когда граф Кастилии Фернан Гонсалес узнал, что его зять бросил свою жену, его дочь, и уехал к маврам, он тут же примирился с Санчо I, принёс ему присягу верности и был освобождён.

### Смерть Ордоньо IV
Ещё в течение года, и при новом халифе Кордовы, ал-Хакаме II, мусульмане угрожали королю Санчо I поддержать Ордоньо IV, если тот не выполнит условий соглашения о передаче крепостей. Однако король Леона всячески тянул время, а в 962 году Ордоньо IV умер. С его смертью в королевстве Леон исчезла опасность начала новой междоусобной войны.